# 牛增山

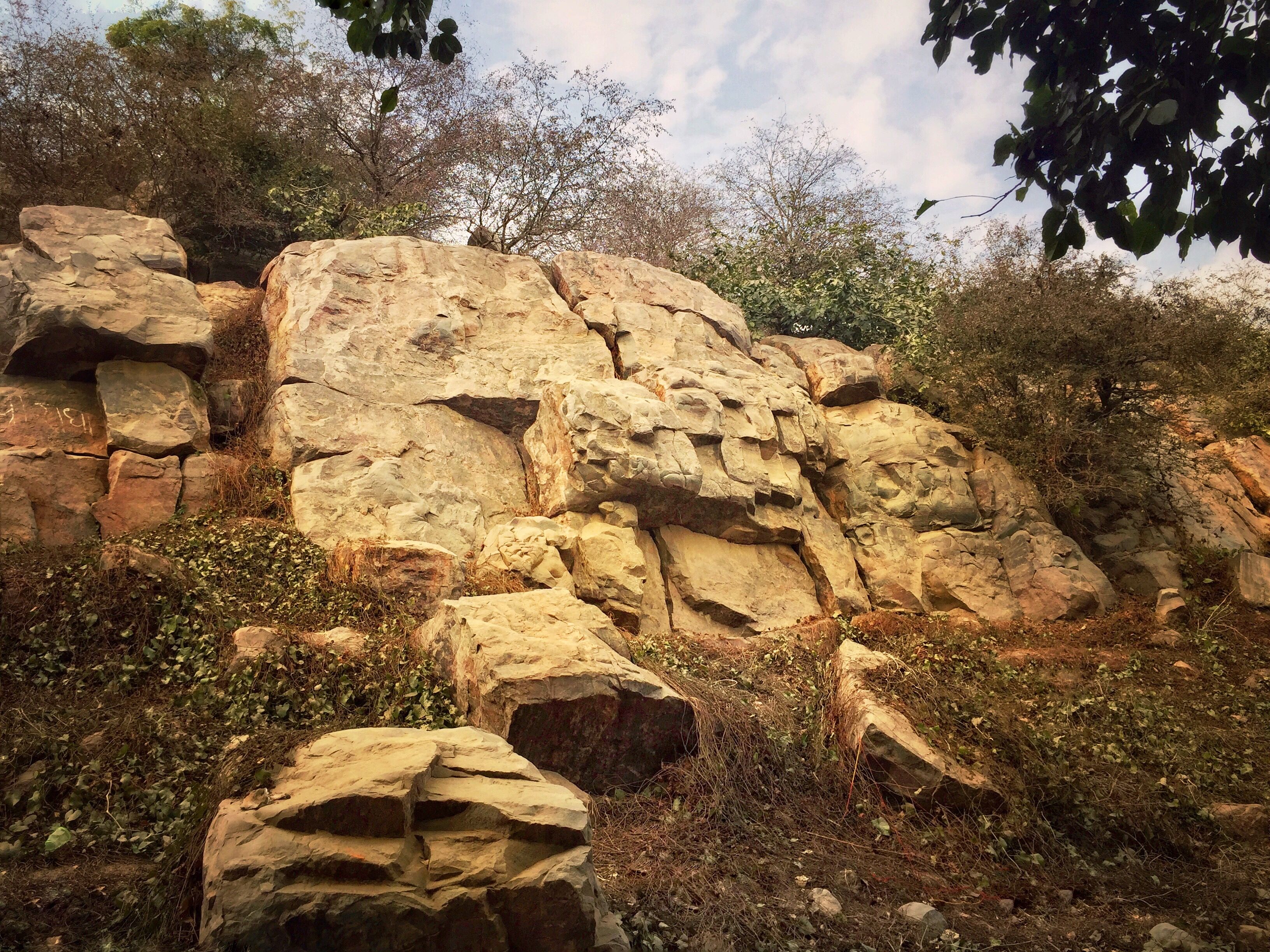
牛增山现貌

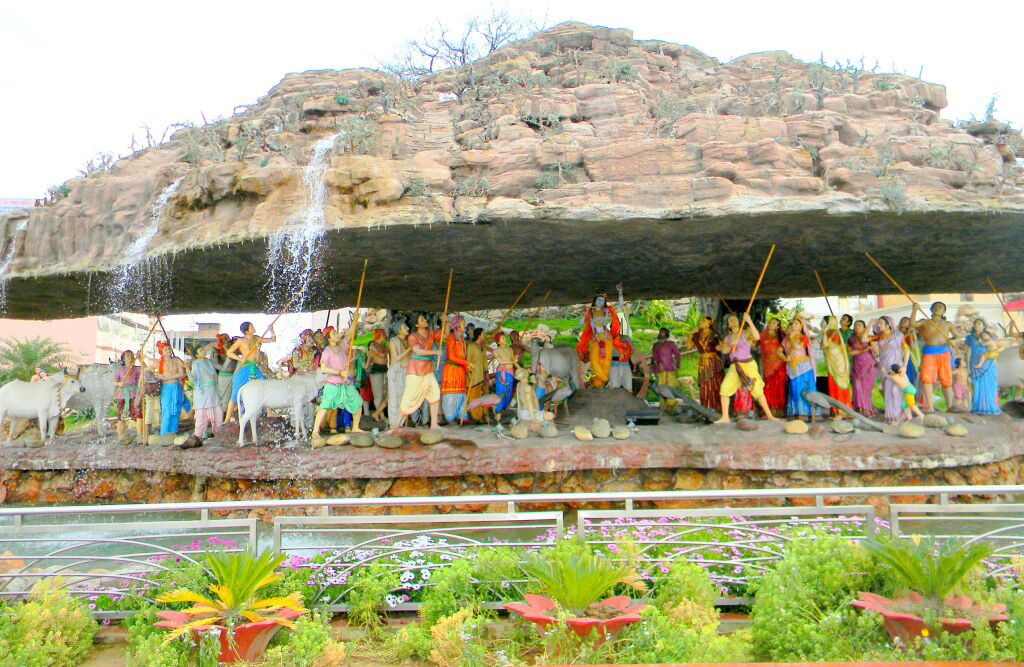
位於沃林達文普里姆神廟 (沃林達文)的該山模型

牛增山，印度的一座具有傳奇色彩的山丘，在北方邦馬圖拉縣沃林達文市附近。
依據印度教傳說，黑天要牧女們崇拜此山丘，而不崇拜因陀羅，因此激怒因陀羅，他連降大雨，欲淹沒該山丘及當地居民，黑天用手指擎起牛增山，使那裡的人民躲過這場災難。最後因陀羅認輸，並對黑天表示敬意。因此牛增山成為崇拜黑天的聖地，直到現在仍有很多信徒到此朝聖、祈禱、獻供、唱歌、打坐。